# (36423) 2000 PJ2
2000 PJ2 (asteroide 36423) é um asteroide da cintura principal. Possui uma excentricidade de 0.16672350 e uma inclinação de 5.89816º.
Este asteroide foi descoberto no dia 1 de agosto de 2000 por LINEAR em Socorro.